# (73769) Delphes
(73769) Delphes, désignation internationale (73769) Delphi, est un astéroïde de la ceinture principale extérieure.

## Description
(73769) Delphes est un astéroïde de la ceinture principale. Il fut découvert par Eric Walter Elst le 10 août 1994 à l'observatoire de La Silla. Il présente une orbite caractérisée par un demi-grand axe de 3,97 UA, une excentricité de 0,258 et une inclinaison de 1,89° par rapport à l'écliptique.
Il fut nommé en hommage à la ville de Delphes.

## Compléments